# Autovía del Sur
A Via rápida do Sul (Autovía del Sur) a A-4 E-05, antigamente chamada por Via rápida da Andalucía, se construiu seguindo o traçado da estrada N-IV, que une as cidades de Madrid, Córdoba, Sevilla e Cádiz entre outras. Atravessa o Grande Parque Natural de Despeñaperros na Província de Jaén, que separa as comundades de Andaluzia e Castela-La Mancha, mediante de grandes obras de engenharia.
Até ao ano de 1991, a via rápida partia de Madrid e terminava no km 37. O projecto original consistia construir a via rápida desde Madrid até Sevilla pela ocasião da Expo'92, na qual em 1992 concluiu.

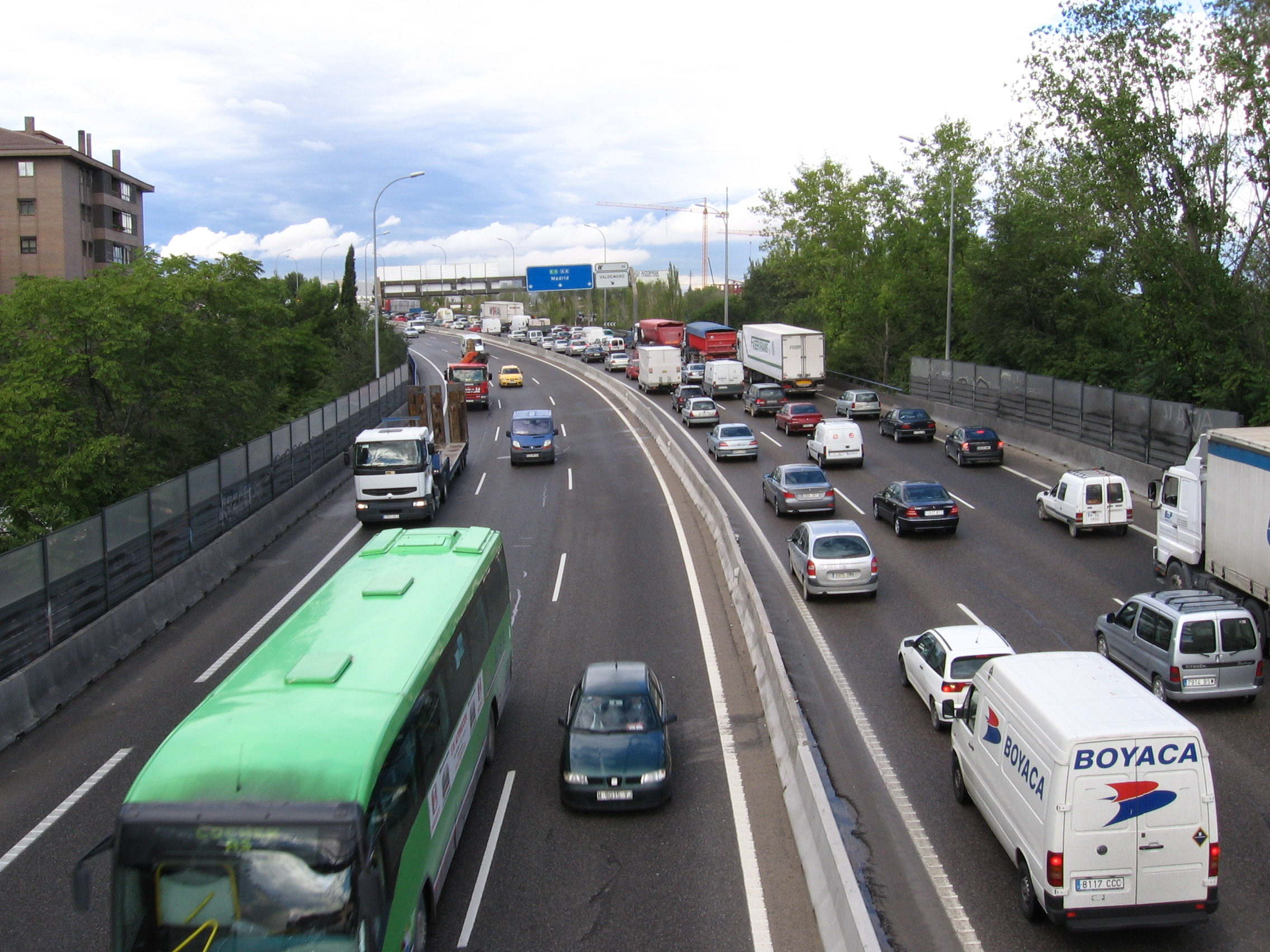
Via rápida A-4 próximo de Valdemoro.

Se bem que a N-IV se estende até Cádiz, ao haver uma via rápida em regime de portagens enrte esta cidade e Sevilla não se projectou uma conversão plena da via rápida neste troço. Em Março de 2007, se inaugura a circular oeste de Jerez de la Frontera, com a via rápida A-4 que foi dividida em troços, une desde Cádiz até Jerez (Norte) e outro desde Dos Hermanas até Madrid.
Antes da alteração da nomenclatura das vias rápidas e auto-estradas portajadas que, na actualidade, a antiga auto-estrada A-4 (Sevilla-Cádiz), mudou-se para AP-4, a alteração das categorias que a A-4 passou pela província de Cádiz, segue pela antiga N-IV de onde se bifurca pela variante próximo de Puerto de Santa María (quando a antiga N-IV estava como CA-31 e CA-32) até ao cruzamento da A-48 (cruza com San Fernando-Chiclana de la Frontera a Algeciras, de onde este cruzamento termina a A-4, e o que era a N-IV foi renomeada como CA-33 (San Fernando-Cádiz).